# Экология Арктики
Экология Арктики — это совокупность экологических процессов, взаимосвязей и условий жизни организмов, сформировавшихся в экстремальных природных условиях Арктического региона. Основные особенности данного региона обусловлены крайне низкими температурами воздуха, обширными ледяными покровами, коротким периодом вегетации и ограниченным биоразнообразием растительного и животного мира. Существенное влияние на арктическую экологию оказывают климатические условия, циркуляция воздушных и океанических масс, сезонные изменения освещённости, а также деятельность человека, включающая хозяйственное освоение территорий, добычу полезных ископаемых и воздействие на изменение климата. Совокупность этих факторов обусловливает уникальность и высокую уязвимость экосистем Арктики к внешним влияниям.

## Изменение климата
Современное изменение климата Арктики характеризуется повышением температуры приземного слоя атмосферы, уменьшением площади и толщины морского льда, таянием Гренландского ледяного щита, с прогнозами полного освобождения Северного Ледовитого океана ото льда в летний период до 2100 года (по разным оценкам - между 2030 и 2080 годами). Арктический регион, будучи особенно чувствительным к глобальному потеплению, служит индикатором климатических изменений, причем специалисты предупреждают об опасности высвобождения метана при таянии вечной мерзлоты, а мониторинг ситуации ведется различными организациями, зафиксировавшими очередной минимум площади полярных льдов в сентябре 2012 года.
Физические факторы в Арктике демонстрируют быстрые и широкомасштабные изменения по ключевым показателям (температура, осадки, снежный покров, морской лед, вечная мерзлота), причем среднегодовая температура поверхности Арктики в период 1971-2019 гг. увеличивалась в три раза быстрее среднемирового показателя.
В Арктике наблюдается рост числа экстремальных явлений. Новые результаты включают недавнее увеличение частоты и/или интенсивности событий, связанных с быстрой потерей морского льда, таянием ледяного щита Гренландии и лесными пожарами. Наблюдается увеличение экстремально высоких температур и уменьшение экстремальных холодов. Холодные периоды, длящиеся более 15 дней, с 2000 года в Арктике почти не наблюдаются.
Изменение климата в Арктике негативно влияет на жизнь малых сообществ (особенно коренных народов), создает риски для безопасности, здоровья и инфраструктуры, а также имеет экономические последствия для различных секторов, при этом расширение коммерческого рыболовства, аквакультуры и круизного туризма оказывает дополнительное воздействие на прибрежные сообщества, экосистемы и увеличивает потребность в поисково-спасательных работах.
Арктические экосистемы претерпевают быстрые трансформационные изменения из-за меняющейся криосферы, что влияет на продуктивность, сезонность, распределение и взаимодействие видов в наземных, прибрежных и морских экосистемах, а также на круговорот углерода и парниковых газов, при этом уникальные экосистемы, связанные с многолетним морским льдом или древними шельфовыми ледниками, находятся под угрозой исчезновения вследствие изменений в морском льде, снежном покрове и потери многолетнего льда и Гренландского ледяного щита.
Согласно новейшим климатическим моделям CMIP6, среднегодовая температура воздуха у поверхности земли в Арктике к 2100 году повысится на 3,3–10 °C по сравнению с периодом 1985-2014 годов в зависимости от объема будущих выбросов, при этом большинство моделей прогнозируют первый случай практически свободной от морского льда Арктики в сентябре до 2050 года, а вероятность арктического лета без льда при сценарии глобального потепления на 2 °C в 10 раз выше, чем при сценарии повышения на 1,5 °C.

## Исчезающие виды
В заповеднике "Большой Арктический" охраняется десятки редких и исчезающих видов, включая виды млекопитающих (среди которых белый медведь, два вида моржей и нарвал), виды птиц, вид костных рыб (сибирский осетр),  вид моллюсков, а также несколько видов сосудистых растений, два вида мохообразных и пять видов лишайников, занесенных в Красные книги РФ, Красноярского края и Международный красный список МСОП.

## Экология в Арктической зоне Российской Федерации
После визита президента РФ Владимира Путина на Землю Франца-Иосифа в 2010 году было инициировано исследование загрязнения Арктики. В 2011-2012 годах "Совет по изучению производительных сил" (СОПС) обследовал шесть островов архипелага, выявив 60 загрязненных участков.  На них обнаружено около 500 000 бочек из-под горючего, 18 000 тонн металлолома и более 60 000 м³ отходов, включая ГСМ, нефтепродукты, технику и бытовой мусор.  Минприроды России и СОПС разработали программу очистки на 2012-2020 годы.  По оценке СОПС, очистка только Земли Франца-Иосифа обойдется в 8,5 млрд рублей.
С 2012 года, в летний период,  проводятся работы по очистке Арктики от мусора, в том числе на полярных островах Баренцева моря.  Русское географическое общество (РГО), реализующее проект «Очистка Арктики» с 2010 года, присоединилось к этим работам. В 2012 году на острове Земля Александры (архипелаг Земля Франца-Иосифа) было собрано, очищено и спрессовано 47,5 тысяч стальных бочек общим весом 1892 тонны. РГО планировало очистные работы на островах Рудольфа, Хейса, Гофмана, Греэм-Белл, Врангеля, в российских поселках на Шпицбергене и на Новосибирских островах.
В рамках Дорожной карты «По ликвидации экологического ущерба… в Арктической зоне, на период до 2020 года», утвержденной в 2014 году, к очистке Арктики подключилось Министерство обороны России. С помощью взводов экологической очистки  в период с 2015 по 2017 год было очищено 260 гектаров загрязненных территорий и собрано более 16 тысяч тонн металлолома, из которых свыше 10 тысяч тонн вывезено на материк силами Северного и Тихоокеанского флотов, а также зафрахтованными судами, осуществляющими «северный завоз».
С 2012 по 2015 год в Арктике утилизировано 40 тысяч тонн отходов и рекультивировано 200 гектар земель. На очистку Арктики с 2011 по 2013 год государство потратило более 1 млрд рублей. В России действует Федеральная целевая программа «Ликвидация накопленного экологического ущерба» на 2014 – 2025 годы общей стоимостью 218,7 млрд. рублей. На Арктику выделено 22 млрд рублей, из которых 20,9 млрд — из федерального бюджета.
В Арктической зоне Российской Федерации по состоянию на сентябрь 2016 года было выявлено 102 объекта, требующих очистки, включая 33 свалки и территории, загрязненные нефтепродуктами. По данным на тот же период, больше всего проблемных зон (52 объекта, нефункционирующие военные объекты) выявлено в Красноярском крае, не вошедшем в план Минприроды.  В Архангельской области было 25 таких точек, в ЯНАО — 12, в Мурманской области — 6, в Чукотском АО — 3, в Ненецком АО и Якутии — по 2. Депутаты Госдумы РФ считают экологическую ситуацию в Арктике напряженной.

### Экология Норильска
Экологическая ситуация в Норильске на полуострове Таймыр является крайне напряжённой вследствие деятельности компании «Норникель», ежегодно выбрасывающей в атмосферу около 1,7 млн тонн вредных веществ, включая диоксид серы, тяжёлые металлы и канцерогены; к 2020 году зона отмирания лесов вокруг города расширилась до 100 км. Крупнейшей экологической аварией региона стал разлив более 20 тысяч тонн дизельного топлива в воду в мае 2020 года на ТЭЦ-3 дочернего предприятия «Норникеля» (НТЭК), утверждающего, что предпринимаемые экологические проекты должны были сократить к 2024 году выбросы на 75 %, однако из-за санкций реализация плана оказалась под угрозой срыва. Население города численностью более 150 тысяч человек подвергается серьёзному риску здоровья: по состоянию на 2011 год средняя продолжительность жизни была на 10 лет ниже среднего российского показателя, а смертность от рака лёгких в 1,2-2,5 раза выше, чем в других городах России. Вследствие деятельности предприятий «Норникеля» к 2022 году Норильск предоставлял около 10,5 % всех загрязняющих выбросов России, ежегодно выбрасывая в атмосферу более 1,8 млн тонн токсичных веществ, занимая первое место среди наиболее экологически загрязненных городов страны и стабильно входя в мировые антирейтинги с 2006 года.

## Охрана природы в Арктике
Изменение климата представляет собой комплексную междисциплинарную проблему XXI века, особенно остро проявляющуюся в Арктическом регионе, который выполняет климатоформирующую функцию для всей планеты. В последние десятилетия в Арктике наблюдаются серьезные изменения: повышение приземной температуры воздуха, уменьшение площади и толщины ледового покрова.
Международное сотрудничество по охране окружающей среды Арктики активно развивается с 1989 года, когда восемь стран (Финляндия, Канада, Дания, Исландия, Норвегия, Швеция, СССР и США) начали совместную работу в этом направлении. Важные вехи в развитии международного сотрудничества включают:
- Подписание Соглашения о сохранении белых медведей в 1973 году
- Заключение советско-канадского Протокола о научно-техническом сотрудничестве в Арктике в 1984 году
- Создание Международного арктического научного комитета (IASC) в 1990 году
- Учреждение Северной экологической финансовой корпорации (НЕФКО) пятью скандинавскими странами в 1990 году
- Подписание советско-американского Соглашения о сотрудничестве в борьбе с загрязнением в Беринговом и Чукотском морях в 1990 году
- Учреждение Северного форума в 1991 году
- Подписание Декларации по охране окружающей среды в Арктике в июне 1991 года в Рованиеми (Финляндия)

Важным событием стала Седьмая министерская сессия Арктического совета 12 мая 2011 года в гренландском Нууке, где был одобрен долгосрочный проект по комплексной оценке факторов изменений в Арктике и создана специальная группа экспертов для разработки рекомендаций по экосистемному управлению окружающей средой.

### Охрана природы Арктики в России
В России государственная политика в области экологической безопасности Арктики реализуется через установление особых режимов природопользования и мониторинга. Распоряжением Правительства РФ от 25 апреля 2011 года был утвержден комплексный план реализации Климатической доктрины Российской Федерации на период до 2020 года. В рамках государственной политики Российской Федерации в Арктике, утвержденной 18.09.2008, осуществляется комплексный мониторинг состояния окружающей среды, включающий наблюдения за озоновым слоем на 9 станциях, загрязнением атмосферы в 18 городах на 27 станциях госсети, а также радиационной обстановкой на 94 станциях мониторинга выпадений и 8 станциях наблюдения аэрозолей. Гидробиологические наблюдения за период 2007-2019 гг. проводились в Баренцевском и Восточно-Сибирском гидрографических районах по основным экологическим сообществам: фитопланктона, зоопланктона и зообентоса.
В рамках государственной политики по сохранению арктической природы в российской части региона уже создано более 450 особо охраняемых природных территорий.
Национальный парк "Русская Арктика", созданный 15 июня 2009 года, является самой северной и большой особо охраняемой природной территорией России площадью 8,8 миллионов гектаров, расположенной на архипелагах Новая Земля и Земля Франца-Иосифа.

#### МЧС в Арктике
В 2013-2014 годах в Арктическом регионе России расширилась инфраструктура безопасности с открытием арктических центров МЧС в Нарьян-Маре и Архангельске, а в августе 2014 года в Печорском море прошли вторые масштабные учения по ликвидации нефтяных разливов и спасательным операциям под эгидой Совета безопасности России с участием специалистов ОАО "Газпром", ОАО "ЛУКОЙЛ", МЧС, ФБУ "Госморспасслужба России" и других организаций (первые подобные учения состоялись у Варандейского терминала в 2008 году).
В 2023 и 2025 году проводилось масштабное межведомственное опытно-исследовательское учение МЧС России "Безопасная Арктика". В январе 2025 года мероприятие прошло с участием более 7 тысяч человек и около тысячи единиц техники. В ходе учений было отработано 19 сценариев чрезвычайных ситуаций, решена 91 опытно-исследовательская задача, апробировано 70 образцов техники и 20 технологий. Параллельно проведена двухэтапная экспедиция, приуроченная к 80-летию Победы, в ходе которой колонны преодолели более 16,5 тысяч километров, провели свыше 70 памятных мероприятий и отработали более 30 сценариев происшествий.

## Радиоактивная безопасность в Арктике
Советский Союз, а затем Российская Федерация, осуществляли сброс радиоактивных отходов в арктических и дальневосточных морях в период 1957-1993 гг., что было связано с деятельностью Военно-морского флота и морских пароходств, использующих атомный флот.
Карское море стало масштабным "ядерным могильником", где с 1946 года до конца XX века СССР захоронил более 17 тысяч контейнеров с радиоактивными отходами, 735 различных конструкций, 19 судов и 5 реакторных отсеков. Наиболее серьезную экологическую угрозу представляет затопленная, после радиационной аварии 1968 года, в 1980 году атомная подводная лодка К-27 с реакторами на свинцово-висмутовой смеси, и К-159, затонувшая аварийно во время буксировки на утилизацию с неконсервированным реактором. Также опасность представляет экран с отработанным ядерным топливом с ледокола "Ленин", который, по прогнозам ученых, разрушится через 80 лет. Исследования показывают, что реакторные отсеки будут сохранять целостность около 200 лет, однако специалисты настаивают на немедленном подъеме и утилизации этих объектов для предотвращения масштабной экологической катастрофы в Арктическом регионе. Во внутренней части залива Степового, где согласно данным затоплено около 2000 контейнеров с радиоактивными отходами.
Совместная российско-норвежская экспедиция, проведенная с 24 августа по 28 сентября 2012 года в Карском море, обследовала затопленную АПЛ K-27 на глубине около 30 м и не обнаружила фактов утечки радионуклидов из её реакторных отсеков. В сентябре-октябре 2023 года экспедиция на судне "Академик Мстислав Келдыш", организованная НИЦ "Курчатовский институт" и Институтом океанологии им. П.П. Ширшова РАН, исследовала затопленную атомную подлодку К-27 и захоронения ядерных отходов в Карском и Баренцевом морях. Ученые не выявили выхода радиоактивности из затопленных объектов, а уровень радиации оказался в десятки раз меньше естественного фона, что подтверждает отсутствие опасных источников радиоактивного загрязнения. В ходе экспедиции была выполнена гидролокационная съемка полигона "Впадина-Юг" общей площадью более 200 кв. км и исследовано место затопления судна "Лихтер-4", которое в течение 36 лет подвергалось воздействию айсбергов и торосов.

### Инцидент на атомном ледоколе «Ленин»
3 февраля 1965 года на атомном ледоколе «Ленин» произошла авария, когда во время ремонтных работ на реакторе №2 из-за ошибки операторов активная зона осталась без охлаждения, что привело к повреждению около 60% тепловыделяющих сборок. Два года спустя, в августе 1967 года, реакторный отсек с тремя ядерными энергетическими установками и контейнер со 125 отработавшими тепловыделяющими сборками были затоплены в Карском море у архипелага Новая Земля. Данный объект, находящийся на глубине 40-50 метров, стал одним из ранних случаев захоронения радиоактивных отходов в регионе, который впоследствии получил название «ядерного могильника».

### Радиоактивность в Канадской Арктике
Международная экспедиция Tundra Northwest (TNW-99) провела в 1999 году отбор проб почв и озерных отложений в отдаленном регионе Канадской Арктики, собрав новые данные о накоплении антропогенных (137Cs, 238Pu, 239+240Pu, 241Am) и природных (210Pb, 226Ra, 232Th) радионуклидов. Результаты исследования выявили высокое географическое разнообразие уровней загрязнения и тенденций, причем радиоактивное загрязнение в Арктике оказалось ниже, чем в умеренных широтах. Соотношение активности антропогенных радионуклидов соответствовало глобальным выпадениям как преобладающему источнику, при этом пост-чернобыльский радиоцезий был обнаружен только в самом западном озере, а повышенные уровни 137Cs и 239+240Pu в верхних отложениях северного и восточного Арктического архипелага связаны с недавним перераспределением радионуклидов.

### Перечень радиоактивных источников Арктики
В акваториях Новой Земли (заливы Абросимова, Степового, Цивольки, Ога, Седова, Благополучия, Течений и Новоземельская впадина) затоплены многочисленные радиоактивные объекты: реакторные отсеки атомных подводных лодок с выгруженным и невыгруженным ядерным топливом (включая АПЛ К-3, К-5, К-11, К-19 и К-27), более 11000 металлических контейнеров с твердыми радиоактивными отходами, сотни крупногабаритных радиоактивных предметов (корпуса реакторов, парогенераторы, насосы), а также не менее 14 плавсредств с радиоактивными отходами на глубинах от 13 до 350 метров.

#### Залив Абросимова (Новая Земля)
- Реакторные отсеки АПЛ К-3 и К-5 с выгруженным ядерным топливом (глубина 13 м)
- Реакторный отсек АПЛ К-11 с невыгруженным ядерным топливом из реактора левого борта (глубина 13 м)
- Реакторный отсек АПЛ К-19 с невыгруженным ОЯТ в двух реакторах (находится южнее входа в залив, глубина 48 м)

#### Залив Степового (Новая Земля)
- АПЛ К-27 (зав. № 601) с двумя ядерными реакторами с невыгруженным ОЯТ (глубина 30 м)
- Группы контейнеров с ТРО в северо-восточной части залива (глубины 18-40 м)

#### Залив Цивольки (Новая Земля)
- Экранная сборка реактора ППУ ОК-150 атомного ледокола "Ленин" с остатками ОЯТ (глубина 49 м)
- 5242 металлических контейнера размером 1х1х1 м с ТРО (глубины 60-140 м)
- Пароход "Н. Бауман" с грузом ТРО
- Спецлихтер "Колежма" с грузом ТРО
- 166 крупногабаритных предметов, включая корпус реактора ППУ ОК-150 АЛ "Ленин"

#### Залив Ога (Новая Земля)
- Различные ТРО в металлических контейнерах размером 1х1х1 м (глубина 57-60 м)
- ТРО без упаковки (отходы судоремонта СФ и СРЗ "Нерпа", парогенераторы, помпы)
- Баржа с ТРО

#### Залив Седова (Новая Земля)
- Металлические контейнеры с ТРО размером 1х1х1 м
- ТРО без упаковки (фильтры активности, насосы, парогенераторы) размером до 5 м

#### Залив Благополучия (Новая Земля)
- 992 контейнера и 2 крупногабаритных предмета с ТРО атомного ледокола "Ленин" (глубина 20-60 м)

#### Залив Течений (Новая Земля)
- 194 металлических контейнера (1x1x1 м)
- 31 крупногабаритный предмет без упаковки
- Лихтер № 4
- Два реактора АПЛ с выгруженным ОЯТ

#### Новоземельская впадина
- 4834 металлических контейнера с ТРО (1х1х1 м) (глубина 300-350 м)
- 306 отдельных крупногабаритных предметов (корпуса реакторов, парогенераторы и т.п.)
- 9 плавсредств с ТРО (2 лихтера, в том числе "Саяны", 2 танкера ТНТ, 3 баржи МБСН, пароход "Хосе Диас", спецсудно "Могилев" и др.)
- Баржа МБСН с ядерным реактором АПЛ с невыгруженным ОЯТ

## Загрязнение Арктики микропластиком
Исследования показывают, что микропластик активно проникает в воды Северного Ледовитого океана через реки. В Белом море концентрация составляет менее 1 частицы на кубометр, при этом годовой сток микропластика через Северную Двину и Онегу достигает 150 и 43 тонн соответственно. В прибрежных водах Баренцева моря зафиксированы "беспрецедентно высокие" показатели загрязнения - 496,5 тысяч частиц на кв. км (около 170 г), что сравнимо с мусорными пятнами мирового океана. Ученые предупреждают, что микропластик может снизить способность морских экосистем усваивать парниковые газы, что ускорит рост температуры в Арктике и таяние льдов. В отличие от южных регионов, в арктических водах биота менее активна, и микропластик практически не разлагается.
Исследование фонда «Без рек как без рук» показывает, что микропластик, попадающий с речными водами в арктические моря, может снизить усвоение парниковых газов морской экосистемой, что ускорит рост температур в Арктике. Кроме того, по данным Института океанологии РАН, частицы микропластика, особенно темного цвета, снижают альбедо (отражающую способность) льда, способствуя его нагреванию и таянию, попадая в лед через пористые каналы или в процессе формирования блинчатого льда в осенне-зимний период. Исследование Института Альфреда Вегенера и Центра полярных исследований им. Гельмгольца выявило, что арктические ледяные водоросли Melosira arctica содержат около 31 000 микропластиковых частиц на кубический метр (в 10 раз больше, чем в окружающей морской воде), что угрожает их способности поглощать CO₂ и производить кислород, а также может привести к попаданию микропластика в пищевую цепь человека через рыбу и морских птиц.
Учёные МГУ установили, что микропластик попадает в арктические моря России как с Запада, так и от отечественных источников. В Баренцевом море около 50% идентифицируемого пластика имеет российское/советское происхождение, а остальные 50% - европейское (преимущественно предметы судового снабжения). В Белом море более 95% пластика российского происхождения. Основными источниками загрязнения являются рыболовство и международное судоходство. Проблема усугубляется тем, что более 98% берегового пластика невозможно идентифицировать по происхождению, а лишь 1-10% можно переработать из-за низкого качества материала после пребывания в море.

### Микропластик в животном мире Арктики
Согласно исследованию ученых из Третьего университета Рима и Национального центра будущего биоразнообразия, опубликованному в журнале Frontiers in Marine Science, 90% из 374 исследованных проб птиц в Арктике и 97% проб в Антарктике содержали микропластик. Исследование, охватившее период 1983-2023 годов и 1130 проб от 13 видов морских птиц, выявило 14 типов полимеров с преобладанием полиэтилена. Микропластик также обнаружен в криле - пище некоторых пингвинов, что указывает на проблему в пищевых цепях. Отмечается корреляция между увеличением судоходства и поглощением пластика птицами, живущими в полярных регионах, где сейчас обитает 64 вида морских птиц в Арктике и 43 вида в Антарктиде.

## Загрязнение ртутью
Исследования показывают растущее загрязнение ртутью (Hg) в Арктике, с повышенными концентрациями метилртути в арктических рыбах и морских млекопитающих, что представляет риск для здоровья коренных народов, употребляющих эти продукты. Тридцатилетний мониторинг выявил сезонные колебания концентрации газообразной элементарной ртути в воздухе: весеннее снижение (атмосферные события истощения ртути) связано с окислением ртути галогенными окислителями из морской соли, а летнее повышение, превышающее фоновые концентрации Северного полушария, происходит в критический период питания и размножения арктической биоты, увеличивая риск воздействия ртути на экосистему, однако причина этого повышения остается неясной.
Исследование с использованием интегрированной модели показало, что летнее повышение концентрации атмосферной элементарной ртути (Hg0) в Арктике преимущественно (64%) обусловлено океаническим испарением, а не прямым атмосферным переносом (36%). Основным фактором этого явления выступает динамика морского льда, а не речной сток, как предполагалось ранее. Таяние морского льда высвобождает накопленную ртуть, которая подвергается фотохимическому восстановлению и выделяется в атмосферу, особенно в зоне между краевой ледовой зоной и зоной многолетнего льда. Количественный анализ источников летней Hg0 показал, что около 42% происходит из океанических резервуаров, 34% связано с антропогенными выбросами, 16% - с наземными источниками и 8% - с природными выбросами. Повышенная концентрация Hg0 летом приводит к значительному сухому осаждению ртути на арктической тундре (до 1,35 ± 0,2 мкг/м²/месяц в июле). В условиях продолжающегося потепления Арктики и сокращения площади многолетнего льда ожидается усиление океанического испарения ртути, что может увеличить её поступление в наземные экосистемы Арктики.

## Экологические катастрофы в Арктике
Аварийные выбросы и возгорания газа и нефти на суше Арктики и других регионов происходят относительно часто и обычно не приводят к катастрофам, однако в истории нефтегазодобычи известны случаи долговременных серьезных аварий, включая происшествия на месторождениях Тенгиз-37, Кумжинская-9, Урта-Булак, Бованенковская-67 и Бованенковская-118.  Среди недавних событие: пожар на Самбургском месторождении ОАО "Арктикгаз" (19-27 августа 2013 г.) и аварийное фонтанирование с возгоранием газа на Южно-Тамбейском месторождении ООО "Ямал СПГ" (6-16 сентября 2014 г.), расположенном в 500 м от Обской губы на восточной части Ямала. Для ликвидации последней аварии потребовалось 38 единиц техники и 36 выстрелов из артиллерийской пушки.

### Разлив дизельного топлива в Норильске
29 мая 2020 года в результате аварии на резервуаре № 5 ТЭЦ-3 Норильско-Таймырской энергетической компании (НТЭК), дочернего предприятия «Норникеля», произошла утечка около 21 тысячи тонн дизельного топлива в реки Амбарная и Далдыкан, а также озеро Пясино, что привело к одной из крупнейших экологических катастроф в Арктике. Площадь загрязнения составила около 100 тысяч квадратных метров.

## Пожары
По данным исследования учёных Института географии РАН, с 18 февраля 2000 года по 25 ноября 2024 года в Арктической зоне РФ огнём пройдено около 36,5 млн га, из которых 13,3 млн — в границах лесопокрытой площади. Лидерами по площади лесных пожаров за это время стали Якутия, Чукотка и Ямало-Ненецкий автономный округ. С 2018 года на большей части Арктики число пожаров увеличилось в три раза, а постоянно возрастающие очаги стали появляться в регионах, в которых ранее не было возгораний.